# Історія освоєння мінеральних ресурсів Кіпру
Історія освоєння мінеральних ресурсів Кіпру
Назва Кіпру визначила латинську назву міді, як «cuprum» (тобто, «метал з Кіпру»).
Багаті родовища окиснених і сульфідних руд міді, географічна близькість до центрів тогочасних світових культур зробили острів «яблуком розбрату» держав ранньої античності. Славнозвісні кіпрські зливки міді у вигляді розпластаних бичачих шкур вагою від 24 до 37 кг (з відповідним тавруванням) слугували міновим еквівалентом вартості, виконуючи наприкінці II тис. до Р. Х. функцію великих грошей. До сьогодення на Кіпрі збереглися виробки давніх рудників, у яких були знайдені характерні знаряддя праці гірників, рамні дерев'яні кріплення вертикальних і горизонтальних виробок, транспортні ємності.
Важливі свідчення щодо ролі Кіпру в гірничому виробництві дали обстеження затонулих кораблів II–I тис. до Р. Х. поблизу Малої Азії. Найбільш знаменною знахідкою став добре збережений корабель з вантажем металевих зливків, виявлений 1982 р. поблизу мису Улубурун (Туреччина). Корабель перевозив близько 10 т кіпрської міді й 1 т олова. Середня вага зливків складала 24,6 кг. Знахідка була датована XIII ст. до Р. Х. Цей і подібні археологічні об'єкти ілюструють не тільки мореплавні досягнення давнього Кіпру, але й свідчать про високий рівень гірничої справи, продукти якої становили експортний потенціал країни.